# Division I (Schach) 1984/85
Die Saison 1984/85 war die 16. Spielzeit der Allsvenskan im Schach. 

## Termine
Die Wettkämpfe der Vorrunde fanden statt am 21. Oktober, 18. November, 9. Dezember 1984, 20. Januar, 10. Februar, 3. und 24. März 1985.

## Division I Norra
In der Nord-Staffel konnten sich wie im Vorjahr der Wasa SK und der amtierende Meister SK Rockaden Stockholm für das Finalturnier qualifizieren. Aus der Division II waren die erste und zweite Mannschaft des SK SASS aufgestiegen. Während die erste Mannschaft den Klassenerhalt erreichte, musste die zweite Mannschaft zusammen mit dem SK Passanten direkt wieder absteigen.

### Abschlusstabelle
| Pl. | Verein                       | Sp | G | U | V | MP   | Brett-P.  |
| --- | ---------------------------- | -- | - | - | - | ---- | --------- |
| 01. | Wasa SK                      | 7  | 6 | 0 | 1 | 12:2 | 30,0:26,0 |
| 02. | SK Rockaden Stockholm (M, V) | 7  | 5 | 0 | 2 | 10:4 | 33,5:22,5 |
| 03. | Vällingby Schacksällskap     | 7  | 4 | 0 | 3 | 8:6  | 31,5:24,5 |
| 04. | SK SASS I. Mannschaft (N)    | 7  | 3 | 2 | 2 | 8:6  | 30,0:26,0 |
| 05. | Upsala ASS                   | 7  | 3 | 1 | 3 | 7:7  | 29,0:27,0 |
| 06. | Solna Schacksällskap         | 7  | 2 | 1 | 4 | 5:9  | 27,0:29,0 |
| 07. | SK Passanten                 | 7  | 1 | 1 | 5 | 3:11 | 22,5:33,5 |
| 08. | SK SASS II. Mannschaft (N)   | 7  | 0 | 3 | 4 | 3:11 | 20,5:35,5 |

### Entscheidungen
|     | Teilnehmer am Finalturnier: Wasa SK, SK Rockaden Stockholm         |
|     | Absteiger in die Division II: SK Passanten, SK SASS II. Mannschaft |
| (M) | Meister der letzten Saison                                         |
| (V) | Staffelsieger der letzten Saison                                   |
| (N) | Aufsteiger der letzten Saison                                      |

## Division I Södra
In der Süd-Staffel lieferten sich der Vorjahressieger Schacksällskapet Manhem und die zuletzt nur knapp dem Abstieg entronnenen Mannschaften des SK Kamraterna und der Åstorps Schacksällskap einen Dreikampf um die beiden Finalplätze, welche am Ende der SK Kamraterna und Åstorp sichern konnten. Aus der Division II waren der Rödeby SK und die zweite Mannschaft der Schacksällskapet Manhem aufgestiegen. Beide Aufsteiger mussten aufgrund des schlechteren Brettpunktekontos gegenüber dem Tabellensechsten Lunds ASK direkt wieder absteigen.

### Abschlusstabelle
| Pl. | Verein                                     | Sp | G | U | V | MP   | Brett-P.  |
| --- | ------------------------------------------ | -- | - | - | - | ---- | --------- |
| 01. | SK Kamraterna                              | 7  | 4 | 3 | 0 | 11:3 | 33,5:22,5 |
| 02. | Åstorps Schacksällskap                     | 7  | 5 | 1 | 1 | 11:3 | 32,0:24,0 |
| 03. | Schacksällskapet Manhem I. Mannschaft (V)  | 7  | 4 | 2 | 1 | 10:4 | 33,0:23,0 |
| 04. | Limhamns SK                                | 7  | 2 | 2 | 3 | 6:8  | 29,0:27,0 |
| 05. | Schacksällskap Allians Skänninge           | 7  | 2 | 2 | 3 | 6:8  | 28,0:28,0 |
| 06. | Lunds ASK                                  | 7  | 2 | 0 | 5 | 4:10 | 26,0:30,0 |
| 07. | Schacksällskapet Manhem II. Mannschaft (N) | 7  | 1 | 2 | 4 | 4:10 | 25,5:30,5 |
| 08. | Rödeby SK (N)                              | 7  | 2 | 0 | 5 | 4:10 | 17,0:39,0 |

### Entscheidungen
|     | Teilnehmer am Finalturnier: SK Kamraterna, Åstorps Schacksällskap               |
|     | Absteiger in die Division II: Schacksällskapet Manhem II. Mannschaft, Rödeby SK |
| (V) | Staffelsieger der letzten Saison                                                |
| (N) | Aufsteiger der letzten Saison                                                   |

## Finalturnier
Das Finalturnier fand vom 12. bis 14. April in Hallsberg statt. Der SK Rockaden Stockholm konnte seinen Titel trotz eines Punktverlustes gegen den Drittplatzierten SK Kamraterna verteidigen.

### Abschlusstabelle
| Pl. | Verein                    | Sp | G | U | V | MP  | Brett-P.  |
| --- | ------------------------- | -- | - | - | - | --- | --------- |
| 01. | SK Rockaden Stockholm (M) | 3  | 2 | 1 | 0 | 5:1 | 13,5:10,5 |
| 02. | Wasa SK                   | 3  | 2 | 0 | 1 | 4:2 | 12,5:11,5 |
| 03. | SK Kamraterna             | 3  | 1 | 1 | 1 | 3:3 | 13,5:10,5 |
| 04. | Åstorps Schacksällskap    | 3  | 0 | 0 | 3 | 0:6 | 8,5:15,5  |

### Entscheidungen
|     | Schwedischer Mannschaftsmeister: SK Rockaden Stockholm |
| (M) | Meister der letzten Saison                             |

### Kreuztabelle
| Ergebnisse | Ergebnisse             | 01. | 02. | 03. | 04. |
| ---------- | ---------------------- | --- | --- | --- | --- |
| 01.        | SK Rockaden Stockholm  |     | 5   | 4   | 4½  |
| 02.        | Wasa SK                | 3   |     | 4½  | 5   |
| 03.        | SK Kamraterna          | 4   | 3½  |     | 6   |
| 04.        | Åstorps Schacksällskap | 3½  | 3   | 2   |     |

## Die Meistermannschaft
| 1.            | SK Rockaden Stockholm |
| Schachfiguren | Michael Wiedenkeller, Mats Sjöberg, Robert Bator, Christer Hartman, Bo Kyhle, Dan Olofsson, Rolf Adeborg, Victor Vilchez, Thore Ångqvist, Lennart Örnmarker. |